# MTV Movie & TV Awards 2017

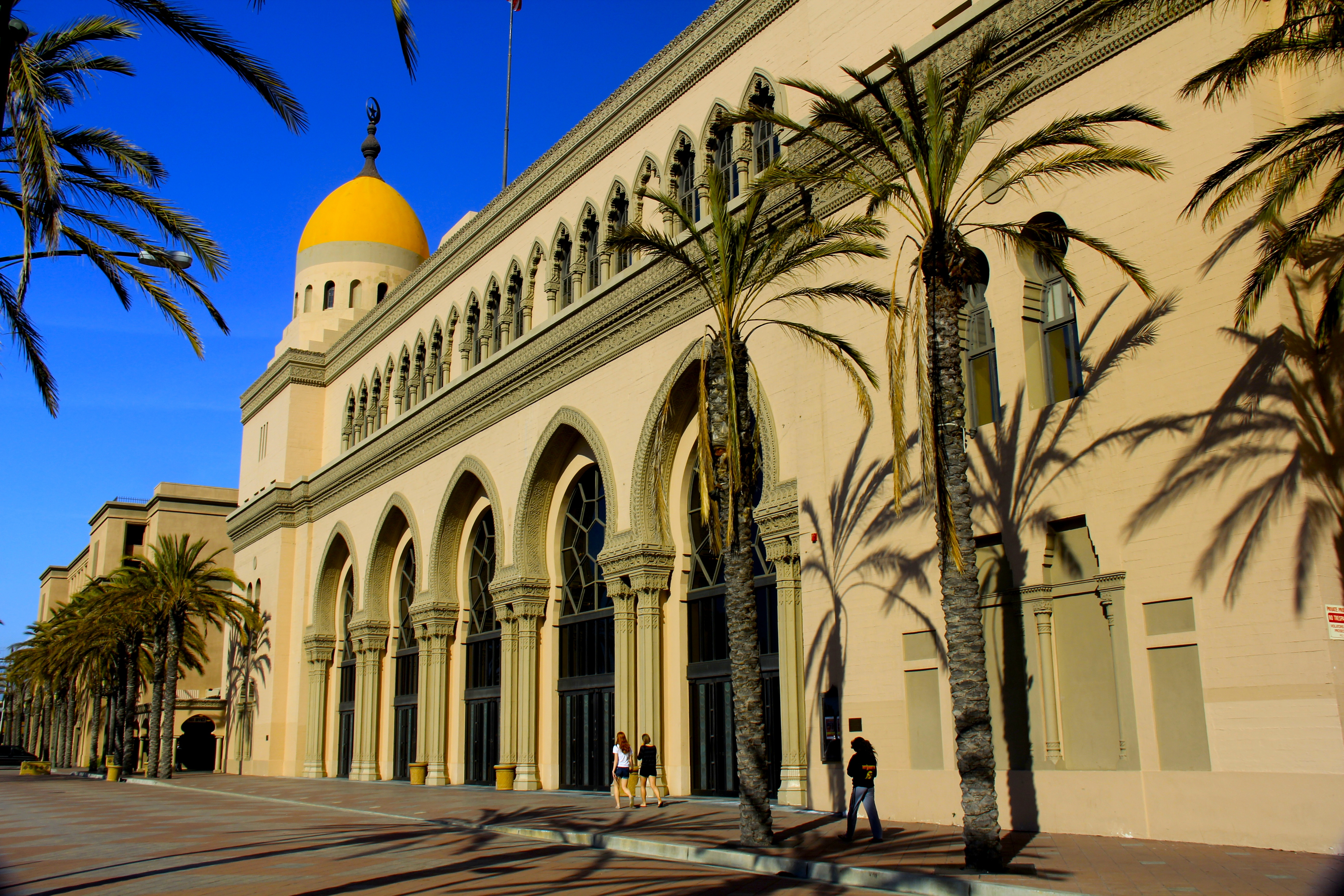
Die Verleihung der MTV Movie & TV Awards 2017 fand im Shrine Auditorium in Los Angeles statt

Die Verleihung der MTV Movie & TV Awards 2017 fand am 7. Mai 2017 im Shrine Auditorium in Los Angeles, Kalifornien, statt. 25 Jahre nach der ersten Verleihung der MTV Movie Awards wurden in diesem Jahr im Rahmen der Verleihung erstmals auch Fernsehserien ausgezeichnet. Vorab wurde bekannt, dass die Fast-&-Furios-Filmreihe mit dem Generation Award ausgezeichnet werden wird.
2017 wurden die Preise nicht nach Geschlecht getrennt vergeben, so gab es z. B. nur eine(n) beste(n) Darsteller(in). Die Nominierungen wurden am 6. April 2017 bekanntgegeben.

## Auszeichnungen und Nominierungen (Auswahl)
| Film                                              | N | A |
| ------------------------------------------------- | - | - |
| Get Out                                           | 5 | 0 |
| Die Schöne und das Biest                          | 5 | 3 |
| Stranger Things                                   | 4 | 2 |
| Atlanta                                           | 3 | 0 |
| Game of Thrones                                   | 3 | 0 |
| Hidden Figures – Unerkannte Heldinnen             | 3 | 2 |
| Logan – The Wolverine                             | 3 | 1 |
| This Is Us – Das ist Leben                        | 3 | 1 |
| The Edge of Seventeen – Das Jahr der Entscheidung | 2 | 0 |
| La La Land                                        | 2 | 0 |
| Moonlight                                         | 2 | 1 |
| Rogue One: A Star Wars Story                      | 2 | 0 |
| RuPaul’s Drag Race                                | 2 | 1 |
| The Voice                                         | 2 | 0 |
| The Walking Dead                                  | 2 | 1 |

### Generation Award
- Fast-&-Furios-Filmreihe[5]

### Film des Jahres
- Die Schöne und das Biest (Beauty and the Beast)
- The Edge of Seventeen – Das Jahr der Entscheidung (The Edge of Seventeen)
- Get Out
- Logan – The Wolverine (Logan)
- Rogue One: A Star Wars Story

### Bester Filmschauspieler
- Emma Watson – Die Schöne und das Biest (Beauty and the Beast)
- Taraji P. Henson – Hidden Figures – Unerkannte Heldinnen (Hidden Figures)
- Hugh Jackman – Logan – The Wolverine (Logan)
- Daniel Kaluuya – Get Out
- James McAvoy – Split
- Hailee Steinfeld – The Edge of Seventeen – Das Jahr der Entscheidung (The Edge of Seventeen)

### Show of the Year
- Stranger Things
- Atlanta
- Game of Thrones
- Insecure
- Pretty Little Liars
- This Is Us – Das ist Leben (This Is Us)

### Bester Schauspieler in einer Show
- Millie Bobby Brown – Stranger Things
- Emilia Clarke – Game of Thrones
- Donald Glover – Atlanta
- Mandy Moore – This Is Us – Das ist Leben (This Is Us)
- Jeffrey Dean Morgan – The Walking Dead
- Gina Rodriguez – Jane the Virgin

### Bester Kuss
- Ashton Sanders und Jharrel Jerome – Moonlight
- Taraji P. Henson und Terrence Howard – Empire
- Emma Stone und Ryan Gosling – La La Land
- Zac Efron und Anna Kendrick – Mike and Dave Need Wedding Dates
- Emma Watson und Dan Stevens – Die Schöne und das Biest (Beauty and the Beast)

### Bester Bösewicht
- Jeffrey Dean Morgan – The Walking Dead
- Wes Bentley – American Horror Story
- Demogorgon – Stranger Things
- Jared Leto – Suicide Squad
- Allison Williams – Get Out

### Bester Gastgeber
- Trevor Noah – The Daily Show
- Samantha Bee – Full Frontal with Samantha Bee
- Ellen DeGeneres – The Ellen DeGeneres Show
- John Oliver – Last Week Tonight with John Oliver
- RuPaul – RuPaul’s Drag Race

### Beste Dokumentation
- Der 13. (The 13th)
- I Am Not Your Negro
- O. J. Simpson: Made in America (O.J.: Made in America)
- This is Everything: Gigi Gorgeous
- Time: The Kalief Browder Story

### Bester Reality-Wettbewerb
- RuPaul’s Drag Race
- America’s Got Talent
- The Bachelor
- MasterChef Junior
- The Voice

### Bester Held
- Taraji P. Henson – Hidden Figures – Unerkannte Heldinnen (Hidden Figures)
- Stephen Amell – Arrow
- Millie Bobby Brown – Stranger Things
- Mike Colter – Marvel’s Luke Cage (Luke Cage)
- Grant Gustin – The Flash
- Felicity Jones – Rogue One: A Star Wars Story

### Tränendrüsendrücker
- This Is Us – Das ist Leben (This Is Us) – Jack und Randall beim Karate
- Game of Thrones – Hodors Tod
- Grey’s Anatomy – Meredith erzählt ihren Kindern von Dereks Tod
- Ein ganzes halbes Jahr (Me Before You) – Will erzählt Louisa, dass er nicht mit ihr zusammenbleiben kann
- Moonlight – Paula erzählt ihrem Sohn Chiron, dass sie ihn liebt

### Next Generation
- Daniel Kaluuya
- Riz Ahmed
- Chrissy Metz
- Issa Rae
- Yara Shahidi

### Bestes Duo
- Hugh Jackman und Dafne Keen – Logan – The Wolverine (Logan)
- Brian Tyree Henry und Lakeith Stanfield – Atlanta
- Daniel Kaluuya und Lil Rel Howery – Get Out
- Martha Stewart und Snoop Dogg – Martha & Snoop’s Potluck Dinner Party
- Josh Gad und Luke Evans – Die Schöne und das Biest (Beauty and the Beast)
- Adam Levine und Blake Shelton – The Voice

### Best Fight against the System
- Hidden Figures – Unerkannte Heldinnen (Hidden Figures)
- Get Out
- Loving
- Marvel’s Luke Cage (Luke Cage)
- Mr. Robot

### Best Musical Moment
Erstmals wurden 2017 Sänger für den Best Musical Moment ausgezeichnet.
- You’re the One That I Want aus Grease: Live
- Auli’i Cravalho (How Far I’ll Go aus dem Film Vaiana (Moana))
- Ryan Gosling und Emma Stone (City of Stars aus dem Film La La Land)
- Ariana Grande und John Legend – Die Schöne und das Biest (Beauty and the Beast)
- Herizen Guardiola (Be That As It May aus The Get Down)
- Justin Timberlake (Can’t Stop the Feeling! aus dem Film Trolls)
- You Can’t Stop The Beat (aus Hairspray Live!)

### Trending
In der Kategorie Trending wurde 2017 erstmals der beste TV-Moment des Jahres gekürt, der auch im Internet zum Hit wurde.
- Run The World (Girls) Channing Tatum und Beyoncé – Lip Sync Battle
- Sean Spicer Press Conference feat. Melissa McCarthy – Saturday Night Live
- Lady Gaga Carpool Karaoke – The Late Late Show with James Corden
- Cash Me Outside How Bout Dat – Dr. Phil
- Wheel of Musical Impressions with Demi Lovato – The Tonight Show Starring Jimmy Fallon
- Winona Ryder’s Winning SAG Awards Reaction – 23rd Annual SAG Awards